# Sénartaise
 (juillet 2025).
Si vous disposez d'ouvrages ou d'articles de référence ou si vous connaissez des sites web de qualité traitant du thème abordé ici, merci de compléter l'article en donnant les références utiles à sa vérifiabilité et en les liant à la section « Notes et références ».
 (juillet 2025).
La Sénartaise est une course-marche solidaire exclusivement féminine organisée par Grand Paris Sud, dont le parcours s’étend sur 6 km et prend place chaque année dans la ville de Lieusaint, et constitue une boucle tracée dans le périmètre du Carré Sénart, d’où le départ est lancé à 19 h 30. Elle prend place chaque année un vendredi de juin depuis 2012 et est accessible en voiture ou par RER.

## Solidarité et ambassadrices

### Ligue contre le cancer
À l’instar d’initiatives telles qu’Octobre rose — campagne annuelle de sensibilisation au dépistage du cancer du sein et de soutien à la recherche —, la Sénartaise est bâtie autour d’une cause : la lutte contre le cancer. 50% des droits d’inscription sont reversés au comité Seine-et-Marnais de la Ligue contre le cancer ; ces frais s’élevant à 10 € de frais d’inscription, ce sont 5 € qui sont reversés à l'association chaque année, et ce même en 2020, année pendant laquelle la Sénartaise n’a pas pu avoir lieu du fait de la crise sanitaire, et en 2021 où elle a été organisée sous un format connecté pour la même raison. Le rapport d’activité 2024 de la Ligue indique les actions du comité local, confirmant le partenariat de long terme .

### Ambassadrices
Plusieurs ambassadrices ont marrainé la Sénartaise. Parmi elles, on peut compter l’humoriste Nadia Roz, qui était la marraine de la 7e édition, en 2018, ou encore l’humoriste et comédienne Laura Calu, ambassadrice de l’édition 2021 .

## Participantes
D’après un bilan réalisé en 2019, le profil des participantes à la course est celui de femmes âgées de 41 ans en moyenne, incluant 84 ans pour la doyenne et 12 ans pour la benjamine. Le règlement de la manifestation stipule en effet que l’épreuve est ouverte aux filles à partir de 12 ans et que les mineures nécessitent une autorisation parentale. Au total, 94% résident en Seine-et-Marne ou en Essonne, les deux départements les plus représentés. La provenance des participantes s’étend progressivement au-delà de l'Île-de-France.

## Déroulement

### Programme standard
Le programme habituel prévoit une ouverture du village en début de soirée, avec diverses animations et activités telles que de l’échauffement musical ou encore de la danse, assurées par des associations locales. A lieu ensuite un discours, puis la remise du chèque à la Ligue contre le cancer. Le coup d'envoi de l’épreuve est lancé dans la soirée, au Carré Sénart, les coureuses les plus rapides étant généralement attendues une heure après. Les dernières arrivées se font à peu près une heure ensuite. La manifestation sportive s'achève en fin de soirée, après le ravitaillement, les cadeaux (des goodies à l’effigie de la Sénartaise sont remis aux participantes) et une ambiance musicale réalisée par un DJ.  

### Déroulement lors de la pandémie de Covid-19
En raison de la pandémie de Covid-19 et des restrictions et mesures de confinement en vigueur à cette période, la 9ème édition, initialement prévue pour le 19 juin 2020, n’a pas pu avoir lieu . Grand Paris Sud a néanmoins reversé 40.000 €, soit l’équivalent du montant récolté de l’année précédente, à la Ligue contre le cancer en 2020 et en 2021.
La 10ème édition de la Sénartaise, en 2021, s’est tenue de façon virtuelle et connectée du 11 au 18 juin en raison des régulations sanitaires toujours en vigueur, qui rendaient impossible une tenue de l’événement en personne. Les participantes ont donc dû s’inscrire sur une plateforme en ligne dédiée, puis marcher et/ou courir à un endroit à leur convenance, seules ou en famille. Enfin, il leur a fallu déclarer les 6 kilomètres effectués sur la plateforme et télécharger leur diplôme de participation.

## Bilan
Depuis sa création en 2012, la Sénartaise a vu son nombre de participantes croître de manière régulière, ainsi que les fonds reversés à la Ligue contre le cancer. Le nombre de dossards est passé de 800 en 2012 (1ère édition) à 8000 en 2019. Après une baisse temporaire liée à la pandémie de Covid-19, ce niveau a de nouveau été atteint en 2025. 
Le montant annuel reversé à la Ligue contre le cancer a commencé à 4.000 € en 2012 pour atteindre 40.000 € en 2019, puis a connu une stagnation ou une légère baisse pendant les années suivantes, avant de revenir à ce même niveau en 2025. Au total, 401.000 € ont été reversés à l'association entre 2012 et 2025.  

## Historique
| Année(s)            | Nombres de dossards / participantes                                                      | Montant reversé à la Ligue                                                         | Format        |
| ------------------- | ---------------------------------------------------------------------------------------- | ---------------------------------------------------------------------------------- | ------------- |
| 2012 (1ère édition) | 800                                                                                      | 4.000 €                                                                            | En présentiel |
| 2015-2019           | Croissance annuelle régulière : de 4.000 dossards en 2015 à 8.000 dossards en 2019       | Croissance annuelle régulière : de 20.000 € en 2015 à 40.000 € en 2019             | En présentiel |
| 2020                | Édition annulée en raison de la pandémie, mais 40.000 € reversés                         | 40.000 €                                                                           | Annulé        |
| 2021                | Édition connectée avec 2.225 dossards                                                    | 40.000 €                                                                           | Connecté      |
| 2022-2025           | Reprise progressive, avec un retour au niveau pré-pandémique en 2025 avec 8.000 dossards | Reprise progressive, avec un retour au niveau pré-pandémique en 2025 avec 40.000 € | En présentiel |